# Diego Alberto Torres
Diego Alberto Torres (3 de julio de 1982, Bragado, Provincia de Buenos Aires) es un futbolista argentino juega de mediocampista en El Verde Futbol de la Liga Bragadense de Fútbol.

## Trayectoria
Diego Torres debutó en el Quilmes Atlético Club, que jugaba en el Nacional B, en 2003. Ese año ganó el ascenso a la Primera División de Argentina de la mano de Gustavo Alfaro. En 2005 tuvo la oportunidad de disputar la Copa Libertadores, en la cual disputó seis partidos convirtiendo dos goles. En Quilmes jugó 77 partidos, convirtiendo 7 goles.
En el año 2007, de la mano de Pablo Marini, Torres es transferido al Club Atlético Newell's Old Boys, aunque se lesionó los ligamentos de la rodilla en un partido contra Tigre, perdiéndose el resto de ese campeonato. Se afianzó como titular a comienzos del año 2008, bajo la conducción de Fernando Gamboa.
En 2010 el jugador vuelve a Quilmes para continuar su carrera, jugando solo una temporada. 
Gustavo Alfaro, director técnico de Arsenal, lo pidió para formar parte del equipo en el año 2011. Torres logró jugar varios partidos alternando etapas de continuidad y otras no tanto. Tuvo también algunas lesiones importantes que le impidieron mostrarse demasiado por momentos. Tuvo su momento de gloria en un partido contra Fluminense por la Copa Libertadores, cuando, por la expulsión del arquero Campestrini, fue al arco y atajó un penal, aunque finalmente le hicieron un gol y su equipo perdió 2 a 1.
En 2015, jugó en Crucero del Norte donde tuvo una lesión importante que lo dejó fuera de las canchas por un tiempo. Ahora juega en el Club Almirante Brown.

## Clubes
| Club              | País      | Año         |
| ----------------- | --------- | ----------- |
| Quilmes           | Argentina | 2003 - 2007 |
| Newell's Old Boys | Argentina | 2007 - 2010 |
| Quilmes           | Argentina | 2010 - 2011 |
| Arsenal           | Argentina | 2011 - 2013 |
| Crucero del Norte | Argentina | 2013 - 2015 |
| Almirante Brown   | Argentina | 2016        |
| Quilmes           | Argentina | 2016 - 2017 |

### Estadísticas
| Club                        | Div.          | Temporada     | Liga  | Liga  | Copas Nacionales(1) | Copas Nacionales(1) | Torneos Internacionales(2) | Torneos Internacionales(2) | Total(3) | Total(3) | Media Goleadora |
| Club                        | Div.          | Temporada     | Part. | Goles | Part.               | Goles               | Part.                      | Goles                      | Part.    | Goles    | Media Goleadora |
| --------------------------- | ------------- | ------------- | ----- | ----- | ------------------- | ------------------- | -------------------------- | -------------------------- | -------- | -------- | --------------- |
| Quilmes Argentina           |               |               |       |       |                     |                     |                            |                            |          |          |                 |
| 2.ª                         | 2003          | 17            | 1     | -     | -                   | -                   | -                          | 17                         | 1        | 0,05     |                 |
| 1.ª                         | 2003-04       | 7             | 0     | -     | -                   | -                   | -                          | 7                          | 0        | 0,00     |                 |
| 1.ª                         | 2004-05       | 16            | 1     | -     | -                   | 6                   | 2                          | 22                         | 3        | 0,13     |                 |
| 1.ª                         | 2005-06       | 26            | 0     | -     | -                   | -                   | -                          | 26                         | 0        | 0,00     |                 |
| 1.ª                         | 2006-07       | 29            | 6     | -     | -                   | -                   | -                          | 29                         | 6        | 0,20     |                 |
| 1.ª                         | 2010-11       | 32            | 1     | -     | -                   | -                   | -                          | 32                         | 1        | 0,03     |                 |
| 1.ª                         | 2016-17       | 1             | 0     | -     | -                   | -                   | -                          | 1                          | 0        | 0,00     |                 |
| Total club                  | Total club    | 128           | 9     | 0     | 0                   | 6                   | 2                          | 134                        | 11       | 0,08     |                 |
| Newell's Old Boys Argentina |               |               |       |       |                     |                     |                            |                            |          |          |                 |
| 1.ª                         | 2007-08       | 5             | 0     | -     | -                   | -                   | -                          | 5                          | 0        | 0,00     |                 |
| 1.ª                         | 2008-09       | 20            | 2     | -     | -                   | -                   | -                          | 20                         | 2        | 0,10     |                 |
| 1.ª                         | 2009-10       | 9             | 0     | -     | -                   | 1                   | 0                          | 10                         | 0        | 0,00     |                 |
| Total club                  | Total club    | 34            | 2     | 0     | 0                   | 1                   | 0                          | 35                         | 2        | 0,05     |                 |
| Arsenal Argentina           |               |               |       |       |                     |                     |                            |                            |          |          |                 |
| 1.ª                         | 2011-12       | 25            | 1     | 2     | 0                   | 8                   | 0                          | 35                         | 1        | 0,02     |                 |
| 1.ª                         | 2012-13       | 14            | 0     | -     | -                   | 5                   | 0                          | 19                         | 0        | 0,00     |                 |
| Total club                  | Total club    | 39            | 1     | 2     | 0                   | 13                  | 0                          | 54                         | 1        | 0,01     |                 |
| Crucero del Norte Argentina |               |               |       |       |                     |                     |                            |                            |          |          |                 |
| 2.ª                         | 2013-14       | 34            | 0     | 2     | 1                   | -                   | -                          | 36                         | 1        | 0,02     |                 |
| 2.ª                         | 2014          | 16            | 2     | -     | -                   | -                   | -                          | 16                         | 2        | 0,12     |                 |
| 1.ª                         | 2015          | 7             | 0     | -     | -                   | -                   | -                          | 7                          | 0        | 0,00     |                 |
| Total club                  | Total club    | 57            | 2     | 2     | 1                   | 0                   | 0                          | 59                         | 3        | 0,05     |                 |
| Almirante Brown Argentina   |               |               |       |       |                     |                     |                            |                            |          |          |                 |
| 3.ª                         | 2016          | 7             | 0     | -     | -                   | -                   | -                          | 7                          | 0        | 0,00     |                 |
| Total club                  | Total club    | 7             | 0     | 0     | 0                   | 0                   | 0                          | 7                          | 0        | 0,00     |                 |
| Total carrera               | Total carrera | Total carrera | 265   | 14    | 4                   | 1                   | 20                         | 2                          | 289      | 17       | 0,0             |

## Palmarés
| Título           | Club    | País      | Año    |
| ---------------- | ------- | --------- | ------ |
| Primera División | Arsenal | Argentina | C-2012 |
| Supercopa        | Arsenal | Argentina | 2012   |